# Honda CG125
La Honda CG125 est une moto légère produite par Honda depuis 1975,.

## Histoire

### Genèse

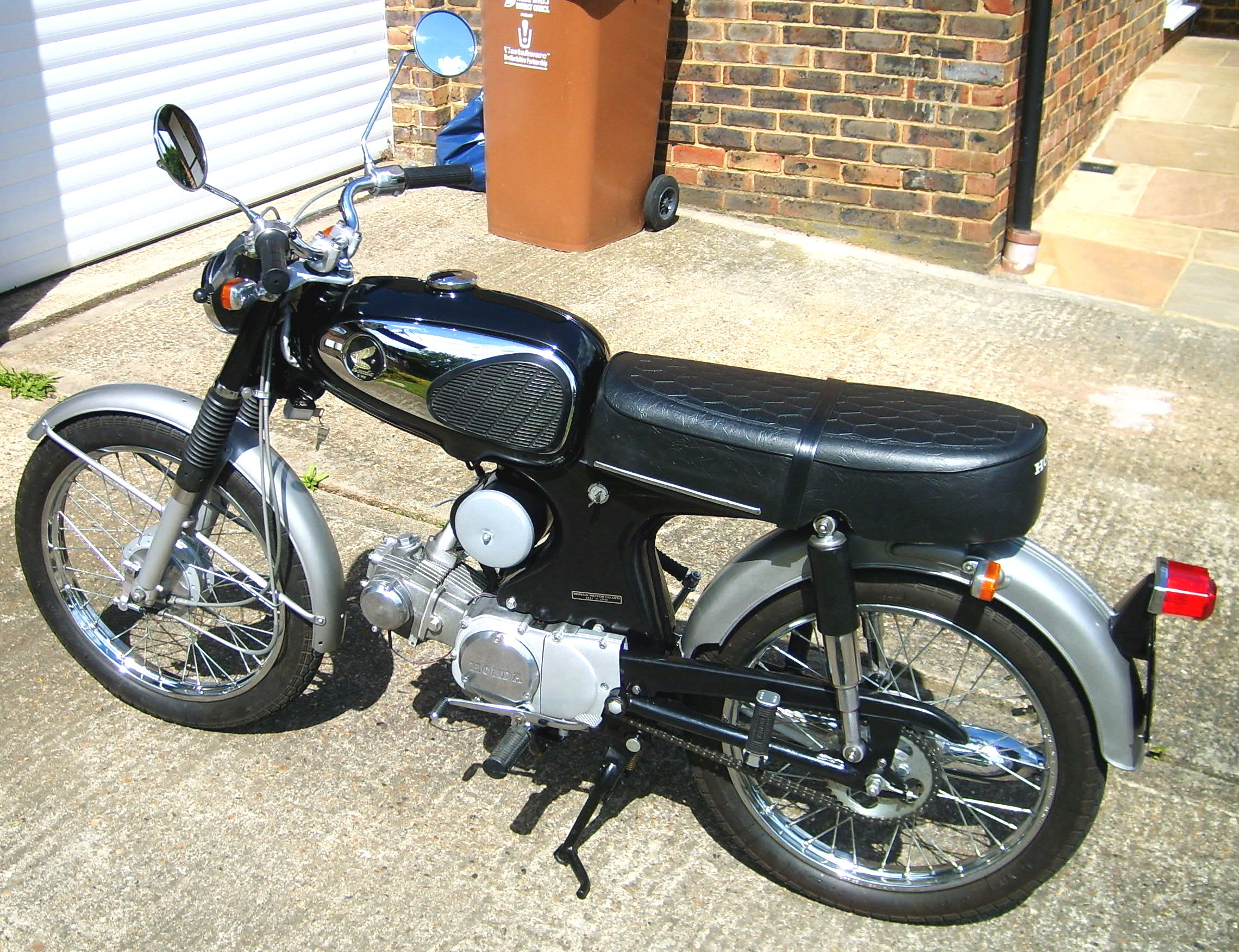
Honda S90 de 1966.

Au début des années 70, l'exportation de motos connait un grand essor dû à l'émergence des pays en voie de développement. Dans ce but, Takeshi Inagaki, le responsable du marché et Einosuke Miyachi, le responsable design chez Honda, voulurent profiter de cet essor en exportant des Honda S90 et CB100. Ils firent alors un voyage d'affaire en Thaïlande, Malaisie, Indonésie, Iran et au Pakistan pour juger le potentiel de vente d'une telle moto. Ils découvrirent alors que cette moto n'était pas du tout adaptée.
Les Honda S90 et CB100 étaient alors des 4 temps avec distribution par chaîne et arbre à cames en tête et moteur face à la route. L'usage que faisaient les utilisateurs était beaucoup plus rude qu'en Europe ou au Japon. Einosuke Miyachi raconte qu'il voyait des enfants assis sur des réservoirs avec 4 personnes sur une moto qui les suivaient, suspensions en butée, ou encore des personnes à moto avec des poulets ou des porcs sur les porte-bagages.

### Développement
En s'intéressant aux garagistes locaux, ceux-ci leur apprirent que les routines de maintenance n'étaient pas du tout les mêmes. En effet, elles étaient inexistantes. À la vente, le garagiste tendait la chaîne à fond et remplissait le carter d'huile à ras bord. Les utilisateurs ne revenaient que lorsque le sable et la boue avaient complètement obstrué la boîte à air ou que la chaine de distribution ou de transmission avait rompu. Einosuke Miyachi et Takeshi Inagaki comprirent alors qu'il était nécessaire de développer une moto beaucoup plus robuste et sans entretien, en lien avec l'utilisation que les pays cibles du marché en ferait.
À leur retour au Japon, ils se mirent au travail sous la responsabilité du directeur de recherche et développement : Tadashi Kume. Ils créèrent alors une ébauche d'un moteur sans chaîne de distribution et avec une transmission secondaire par chaîne étanche. Le monocylindre à distribution par cascade de pignons était né. Les objectifs du bureau d'étude de Einosuke Miyachi étaient alors :
- un moteur 4 temps robuste et performant ;
- deux motorisations possibles : 110 et 125 cm3 ;
- un design fun et sportif ;
- une utilisation quotidienne, pratique et sans entretien.

Ces contraintes aboutirent au moteur de la CG 125 qui ne changea pas durant sa carrière. La distribution s'effectuait alors par cascade de pignons avec un arbre à simple came qui commandait les deux tiges des culbuteurs. Le système de carburation, par carburateur Keihin 22 mm, avait une admission d'air par une boite à air sous la selle avec filtre huilé microporeux diminuant ainsi l'usure due à la poussière. Un carter de chaîne étanche fut mis sur la chaîne de transmission pour éviter toute usure prématurée par la poussière, la boue et l'eau. Enfin, le cadre fut renforcé par la modification en cadre tubulaire à berceau interrompu, le moteur participant alors à la rigidité de l'ensemble. En décembre 1974, la CG 125 était prête à être commercialisée. Le bureau d'étude fit alors passer les tests d'épreuve du Japon à la Thaïlande sous un été chaud, en utilisant le carburant local et ralliant les grandes villes par autoroutes.

### Implantation et lancement sur le marché
En 1975, Honda installa une usine de fabrication à Manaus au Brésil dans le but de réduire les taxes d'exportations et en 1976, la Honda CG 125 était prête pour le marché asiatique et sud-américain. La CG 125 connu en 50 ans de carrière de multiples changements, mais resta fidèle à son rôle d'utilitaire, c'est pourquoi c'est une des motos les plus plébiscitées dans les pays en voie de développement, encore aujourd'hui.
La Honda CG125 fut produite au Japon de 1975 à 2008, en Turquie de 1998 à 2004.
Elle est toujours produite de nos jours au Brésil depuis 1976, au Pakistan depuis 1992, au Nigéria depuis 2013.

## Historique de 1976 à 2025
| Type                           | Années de production                      | Observations N° / Type Cadre, Equipement                                                                    |
| ------------------------------ | ----------------------------------------- | --- |
| Honda CG125                    | mars 1976 - mai 1978                      | CG125-1002216 à 1111090 Japan, 6 V, Réservoir 10L                                                           |
| Honda CG125 K1                 | mai 1978 - mars 1981                      | CG125-1114636 à 1162518 Japan, 6 V, Réservoir 10L                                                           |
| Honda CG125 B                  | mars 1981 - mars 1982 (import uniquement) | CG125-1202755 à 1223689 Japan, 6 V, Réservoir 10L                                                           |
| Honda CG125 C                  | mars 1982 - novembre 1984                 | CG125-1272831 à 1286692 Japan, 6 V, Réservoir 10L                                                           |
| Honda CG125 E                  | novembre 1984 - avril 1985                | CG125-1288790 à 1293380 Japan, 6 V, Réservoir 10L                                                           |
| Honda CG125 BR-E/F             | 1985-1988                                 | Cadre Brazil, 12 V Réservoir 12,7L                                                                          |
| Honda CG125 BR-J               | 1989-1990                                 | Cadre Brazil,Garde boue plastique remplace le chrome Réservoir 12,7L                                        |
| Honda CG125 BR-K               | 1991-1994                                 | Cadre Brazil, Coque arrière en plastique Réservoir 12,7L                                                    |
| Honda CG125 BR-S/T             | 1995-1998                                 | Cadre Brazil, Allumage éléctronique transistorisé CDI                                                       |
| Honda CG125 W                  | 1999-2000                                 | Cadre Brazil, Production en Turquie                                                                         |
| Honda CG125 M-1                | 2001-2003                                 | Cadre Brazil, Ajout du démarreur électrique                                                                 |
| Honda CG125 ES-4/5/6           | 2004-2006                                 | Production au Brésil, Jauge à essence Frein avant à disque, injection, suppression du kick starter. R 13,5L |
| Honda CG125 ES-7/8             | 2007-2008                                 | Changement mineurs au niveau de la boite à vitesses.                                                        |
| Honda CG125 S PAKISTAN         | 1992-2025                                 | Cadre Japan, Allumage CDI, Phare carré, kick puis démarreur électrique Roues AV 2,50X18 ARR 3X17            |
| Honda CG110 CG125 L/SE NIGERIA | 2013-2025                                 | Cadre Japan, Allumage CDI, Phare carré, kick puis démarreur électrique Roues AV 2,50X18 ARR 3X17            |
| Honda CG110                    | 1976-2025                                 | Cadre Japan, Marché asiatiques et africains, identiques aux 125 cc sauf ensemble cylindre/piston en 110 cc  |

Après 1985, la Honda CG125 est fabriquée au Brésil avec le cadre type Brazil JC18. Elle est également fabriquée en Turquie de 1998 à 2003 pour les modèles européens CG125W et M-1. Les modèles produits au Brésil portent la référence (BR) et les types vont de F à V. Le modèle CG125 J (1988) se remarque au garde-boue avant en polyester (contre un garde-boue chromé auparavant). Le modèle CG125 K (1992) possède un réservoir aux formes plus saillantes de plus forte capacité environ 11 litres contre 9.2 litres pour les versions précédentes et 12,6 litres pour les versions 1995 et suivantes. La Poste française par exemple utilisa des modèles avec un siège monoplace et un porte-colis.
L'année 1985 marque le passage du circuit électrique de 6 volts à  12 volts. En 1995 en France (1990 au Japon) apparaît l'allumage électronique transistorisé CDI (Capacity Discharge Ignition) sur les Honda CG125 qui supprime le besoin de maintenance du système d'allumage.
De multiples versions sont développées en fonction des marchés comme des versions :
- CG110 produite au Nigéria pour le marché africain (accessible pour 456€ en 2013).
- CG125/150  Fan, Titan, Today au Brésil.
- CG110 (Avec Moteur ACT/OHC) devenue CB 125 ACE (Homologuée 3 places) pour Madagascar.
La Honda CG125 est toujours produite en 2025 par Honda Motorcycles and Scooters India (HMSI) et cumule à ce jour 50 ans de production ininterrompue dans plusieurs pays  (Japon, Brésil, Pakistan, Turquie, Nigéria).
Les nouveaux modèles Honda CG125 2025 sont construits aux normes antipollution Euro2 (en g/km CO : 5,5 / NOX : 0,3 / HC : 1) et bénéficie toujours du moteur culbuté, allumage électronique et démarreur électrique.
Anecdotes
Le nom CG provient de l'abréviation du mot "Cargo" lié à la vocation utilitaire du véhicule.
La Honda CG125 est présente dans l'univers des jeux vidéos. On peut la retrouver dans la série GTA.